# 無綫月曆
無綫月曆，是由香港電視廣播有限公司於每年年尾刊發，其功用一如其他公司的年曆／月曆一樣，用以宣傳刊發的公司。
無綫於1992年起開始製作月曆。2006年以前皆以去年夏天剛選出的香港小姐三甲作封面，但自2007年以後改變了這一做法，開始採用其它方式製作封面。各月份的月曆，都會把無綫藝員的照片刊印在該月的月曆上。由於月曆的作用主要是宣傳公司，而月曆的位置有限，並非所有藝員都可以登上月曆，所以能登上月曆的藝員一般都是資深、有人氣或是電視台重點力捧的藝員，也代表著電視台的門面。
因開支問題，無綫在2009年底至2011年底期間沒有拍攝月曆，2012年年底恢復拍攝2013年的無綫月曆。自2014年年底拍攝的2015年無綫月曆起，則改以即將推出的劇集為主題。
2018年底起，無綫再次取消拍攝月曆，只由TVBC(翡翠東方)推出劇集海報月曆。

## 歷年資料

### 無綫自家製作(1992 - 2018)
|        | 1月 | 2月 | 3月                                                   | 4月                                                                          | 5月                                                                | 6月                                                                                               | 7月                                                               | 8月 | 9月                                                                   | 10月                                                             | 11月 | 12月 |
| 1992年 | 版本一 盧敏儀 胡 楓 版本二 陳松齡 羅嘉良 | 梅小惠 張衛健 | 劉美娟 郭晉安                                         | 周海媚 溫兆倫                                                                | 藍潔瑛 劉錫明                                                      | 陳秀雯 廖偉雄                                                                                     | 袁詠儀 張兆輝                                                     | 溫碧霞 關禮傑 | 邵美琪 劉青雲                                                         | 梁藝齡 鄭伊健                                                    | 汪明荃 萬梓良 | 余文詩 夏雨 |
| 1993年 | 郭晉安 黎 姿 | 關禮傑 邵美琪 | 郭富城 周慧敏                                         | 溫兆倫 溫碧霞                                                                | 羅嘉良 李婉華                                                      | 鄭伊健 陳松伶                                                                                     | 林文龍 梁小冰                                                     | 鄭少秋 藍潔瑛 | 張衛健 梅小惠                                                         | 周星馳 郭藹明                                                    | 劉錫明 梁藝齡 | 黎明 周海媚 |
| 1994年 | 張智霖 周慧敏 | 尹揚明 張鳳妮 | 鄭伊健 梁小冰                                         | 羅嘉良 梁藝齡                                                                | 魏駿傑 關詠荷                                                      | 張衛健 宣 萱                                                                                      | 周星馳 朱 茵                                                      | 張兆輝 蔡少芬 | 邵仲衡 黎 姿                                                          | 溫兆倫 洪 欣                                                     | 林文龍 陳松伶 | 關禮傑 郭藹明 |
| 1996年 | 羅嘉良 | 羅 霖 | 陶大宇                                                | 郭可盈                                                                       | 鄭少秋                                                             | 陳松伶                                                                                            | 黃日華                                                            | 梁小冰 | 古天樂                                                                | 郭藹明                                                           | 鄭伊健 | 宣 萱 |
| 1997年 | 鄭少秋 張可頤 | 黃日華 曹 眾 | 樊少皇 蔡少芬                                         | 歐陽震華 陳妙瑛                                                              | 陳錦鴻 陳松伶                                                      | 張衛健 梁小冰                                                                                     | 古天樂 傅明憲                                                     | 林家棟 宣 萱 | 魏駿傑 郭可盈                                                         | 張兆輝 關詠荷                                                    | 羅嘉良 陳法蓉 | 陶大宇 陳芷菁 |
| 1998年 | 歐陽震華 關詠荷 | 黃日華 郭藹明 | 羅嘉良 張可頤                                         | 陳錦鴻 郭可盈                                                                | 張兆輝 劉錦玲                                                      | 黃智賢 張慧儀                                                                                     | 林保怡 陳妙瑛                                                     | 古天樂 宣 萱 | 林家棟 周海媚                                                         | 吳啟華 陳芷菁                                                    | 江 華 陳法蓉 | 黃錦燊 薛家燕 |
| 1999年 | 羅嘉良 張可頤 | 吳啟華 郭可盈 | 洋 薛家燕                                             | 陳浩民 滕麗名                                                                | 林家棟 陳妙瑛                                                      | 古天樂 宣 萱                                                                                      | 黃智賢 張慧儀                                                     | 張家輝 蔡少芬 | 陳錦鴻 梁藝齡                                                         | 林保怡 陳慧珊                                                    | 黃日華 郭藹明 | 歐陽震華 關詠荷 |
| 2000年 | 古天樂 向海嵐 | 林保怡 郭可盈 | 黃日華 梁 琤                                          | 歐陽震華 陳妙瑛                                                              | 吳啟華 關詠荷                                                      | 鄭伊健 袁潔瑩                                                                                     | 陳錦鴻 佘詩曼                                                     | 郭晉安 蔡少芬 | 羅嘉良 陳慧珊                                                         | 林文龍 伍詠薇                                                    | 林家棟 張可頤 | 張家輝 宣 萱 |
| 2001年 | 王 喜 宣 萱 | 黃子華 陳妙瑛 | 林保怡 張可頤                                         | 歐陽震華 向海嵐                                                              | 林文龍 文頌嫻                                                      | 黃日華 吳美珩                                                                                     | 羅嘉良 佘詩曼                                                     | 馬浚偉 蔡少芬 | 郭晉安 張燊悅                                                         | 古天樂 郭羨妮                                                    | 林家棟 郭可盈 | 吳啟華 陳慧珊 |
| 2002年 | 古天樂 宣 萱 | 吳啟華 吳美珩 | 羅嘉良 蒙嘉慧                                         | 王 喜 蔡少芬                                                                 | 林文龍 邵美琪                                                      | 林家棟 張可頤                                                                                     | 郭晉安 佘詩曼                                                     | 歐陽震華 郭可盈 | 林 峯 葉 璇                                                           | 馬浚偉 郭羨妮                                                    | 林保怡 陳慧珊 | 江 華 向海嵐 |
| 2003年 | 薛家燕 林文龍 廖碧兒 | 鄭少秋 汪明荃 | 吳啟華 蒙嘉慧                                         | 歐陽震華 蔡少芬 魏駿傑                                                       | 佘詩曼 馬浚偉 滕麗名                                               | 張可頤 馬德鐘                                                                                     | 郭晉安 宣 萱 王 喜                                                | 林 峯 葉 璇 | 古天樂 陳慧珊 吳美珩                                                  | 陳 豪 郭羨妮                                                     | 羅嘉良 向海嵐 | 林保怡 郭可盈 陳浩民 |
| 2004年 | 郭晉安 蔡少芬 | 鄭少秋 滕麗名 葉 璇 | 馬德鐘 林文龍 宣 萱                                   | 溫兆倫 楊 怡                                                                 | 林保怡 張可頤 陳 豪                                                | 楊思琦 佘詩曼 郭羨妮                                                                              | 胡杏兒 林 峯                                                      | 陳慧珊 吳啟華 鄭嘉穎 | 吳卓羲 馬浚偉 王 喜                                                   | 郭可盈 歐陽震華                                                  | 版本一 向海嵐 江 華 吳美珩 版本二 黎諾懿 馬國明 胡定欣 陳鍵鋒 唐 寧 黃宗澤                                                                          | 廖碧兒 古天樂 唐文龍 |
| 2005年 | 陳鍵鋒 佘詩曼 黃宗澤 | 黎諾懿 薛家燕 楊思琦 | 郭晉安 宣 萱                                          | 林 峯 楊 怡                                                                  | 胡杏兒 陳 豪 向海嵐                                                | 林保怡 蔡少芬                                                                                     | 林文龍 馬國明 葉 璇                                               | 鄭少秋 吳美珩 | 廖碧兒 吳卓羲                                                         | 歐陽震華 郭羨妮                                                  | 郭可盈 馬德鐘 陳慧珊 | 鄭嘉穎 曹敏莉 |
| 2006年 | 郭晉安、林保怡 歐陽震華、鄭少秋 林文龍、陳錦鴻 | 郭晉安、林保怡 歐陽震華、鄭少秋 林文龍、陳錦鴻                                                                             | 楊婉儀、宣 萱 佘詩曼、黎 姿 吳美珩、郭羨妮            | 楊婉儀、宣 萱 佘詩曼、黎 姿 吳美珩、郭羨妮                                   | 高鈞賢、陳法拉 陳敏之、廖碧兒 吳卓羲、胡杏兒 丘凱敏、黃宗澤 黎諾懿 | 高鈞賢、陳法拉 陳敏之、廖碧兒 吳卓羲、胡杏兒 丘凱敏、黃宗澤 黎諾懿                                | 沈穎婷、蔡淇俊 林 峯、鍾嘉欣 蔡少芬、徐子珊 鄭嘉穎、姚子羚 崔建邦 | 沈穎婷、蔡淇俊 林 峯、鍾嘉欣 蔡少芬、徐子珊 鄭嘉穎、姚子羚 崔建邦                                                                                  | 陳 豪、蒙嘉慧 馬國明、楊秀惠 鄭健樂、楊 怡 馬浚偉、陳山聰 黃長興      | 陳 豪、蒙嘉慧 馬國明、楊秀惠 鄭健樂、楊 怡 馬浚偉、陳山聰 黃長興 | 郭可盈、馬德鐘 麥長青、黃德斌 郭政鴻、李思捷 李亞男、曹敏莉 李施嬅、楊思琦 司徒瑞祈                                                                 | 郭可盈、馬德鐘 麥長青、黃德斌 郭政鴻、李思捷 李亞男、曹敏莉 李施嬅、楊思琦 司徒瑞祈                                                            |
| 2007年 | 丘凱敏 彭罡原 姚子羚 佘詩曼 林保怡 崔建邦 李亞男 胡定欣 | 汪明荃 鄭少秋 馬德鐘 宣 萱 陳鍵鋒 鄧上文                                                                                   | 陳錦鴻 鍾嘉欣 馬國明 李施嬅                           | 吳卓羲 陳自瑤 李思欣 高鈞賢 沈穎婷                                           | 吳美珩 馬浚偉 郭晉安                                               | 黎諾懿 楊秀惠 徐子珊 黃長興                                                                       | 廖碧兒 黎 姿 唐詩詠                                               | 黃德斌 陳法拉 黃宗澤 黃長發 | 鄭嘉穎 伍詠薇 向海嵐 鄧萃雯                                           | 蔡淇俊 李天翔 陳敏之 蒙嘉慧 司徒瑞祈                             | 敖嘉年 陳山聰 郭羨妮 楊 怡 胡杏兒 林 峯 | 曹永廉 楊思琦 湯盈盈 歐陽震華 蔡少芬 陳 豪 |
| 2008年 | 陳智燊 鍾嘉欣 林 峯 楊秀惠 高鈞賢 | 汪明荃 陳錦鴻 歐陽震華 關菊英 關詠荷                                                                                       | 林文龍 蒙嘉慧 馬國明 黎諾懿 金 剛                     | 崔建邦 王 喜 廖碧兒 黃宗澤 謝天華 楊 怡                                      | 徐子珊 陳 豪 王祖藍 陳鍵鋒 宋熙年 呂慧儀 楊洛婷                    | 黃德斌 陳法拉 吳卓羲 黃長興 胡定欣 徐菁遙                                                         | 伍詠薇 鄭少秋 王貽興 鄧健泓                                       | 葉翠翠 向海嵐 郭羨妮 楊婉儀 楊思琦 曹敏莉 | 陳敏之 黎 姿 林保怡 鄧萃雯 唐詩詠 陳美詩                              | 馬浚偉 蔡少芬 苗僑偉 李施嬅 邵美琪 陸詩韻                        | 郭晉安 鄭嘉穎 宋芝齡 朱慧敏 丘凱敏 李亞男 佘詩曼 宣 萱                                                                                              | 羅嘉良 馬德鐘 湯盈盈 曹永廉 胡杏兒 姚子羚 |
| 2009年 | 林 峯 黃宗澤 鍾嘉欣 徐子珊 | 李司棋 關菊英 薛家燕 米 雪 商天娥                                                                                          | 郭晉安 苗僑偉 佘詩曼 郭羡妮                           | 馬德鐘 胡杏兒 陳錦鴻                                                         | 馬國明 蒙嘉慧 楊思琦 黎諾懿 李施嬅                                 | 馬浚偉 鄧健泓 陳敏之 黄德斌 丘凯敏                                                                | 鄭嘉穎 吳卓羲 楊 怡 唐詩詠 陳茵媺                                 | 陳法拉 胡定欣 楊秀惠 徐菁遙 葉翠翠 李亞男 呂慧儀 陳自瑤                                                                                            | 鄭少秋 鄧萃雯 謝天華 伍詠薇 曹敏莉                                    | 羅嘉良 歐陽震華 廖碧兒 邵美琪                                    | 林保怡 陳 豪 黎 姿 蔡少芬 | 汪明荃 崔建邦 高鈞賢 黃長興 蕭正楠 陳智燊 袁偉豪                                                                                               |
| 2013年 | CHOK 爆鏡頭 | 電腦修飾合成 | 名模指導班                                            | 型男連環跳                                                                   | 自拍靚相                                                           | 吹水聚會                                                                                          | 集結力量                                                          | 瞓身拗腰 | 合作無間                                                              | 好友支持                                                         | 視帝拱照視后 | PARTY TIME |
| 2013年 | 黃宗澤 陳茵媺 徐子珊 林 峯 鍾嘉欣 | 郭晉安 謝天華 苗僑偉 楊 怡 陳法拉                                                                                          | 胡定欣 苟芸慧 田蕊妮 黃智雯 陳敏之 李施嬅             | 王浩信 羅仲謙 陳智燊 吳卓羲 馬國明 黎諾懿 蕭正楠                             | 薛家燕 關菊英 李司棋 米 雪                                         | 麥長青 劉 丹 陳錦鴻 黃浩然 黃智賢 曹永廉                                                          | 陳庭欣 張名雅 郭羨妮 朱晨麗 葉翠翠                                | 高海寧 林夏薇 唐詩詠 岑麗香 馬 賽 龔嘉欣 楊秀惠 | 金 剛 阮兆祥 李思捷 王祖藍 崔建邦                                     | 曾志偉 陳芷菁 汪明荃 鄭裕玲 鄧梓峰 陳百祥                        | 鄭嘉穎 黎耀祥 胡杏兒 陳 豪 | 黃德斌 關禮傑 陳展鵬 呂慧儀 敖嘉年 朱慧敏 梁競徽                                                                                               |
| 2014年 | 單車 | 保齡球 | 劍擊                                                  | 籃球                                                                         | 網球                                                               | 足球                                                                                              | 體操                                                              | 游泳 | 拳擊                                                                  | 桌球                                                             | 高爾夫球 | 馬術 |
| 2014年 | 鍾嘉欣 黃宗澤 吳卓羲 唐詩詠 黃智雯 馬 賽 苟芸慧 黃翠如 | 李司棋 薛家燕 王祖藍 阮兆祥 李思捷 劉 丹 陳芷菁 陳倩揚                                                                     | 林 峯 徐子珊 黃子華 謝天華 岑麗香                     | 鄭裕玲 陳 豪 楊 怡 蕭正楠 黎諾懿 鄭俊弘 高鈞賢 楊 明                         | 佘詩曼 郭晉安 鄭嘉穎 黃智賢 陳智燊                                 | 曾志偉 陳百祥 陳展鵬 鄭丹瑞 洪永城 麥長青 關禮傑 徐 榮 羅鈞滿 金 剛 鄧梓峰                        | 陳敏之 錢嘉樂 洪天明 楊思琦 高海寧 朱晨麗 朱慧敏 陳凱琳           | 羅仲謙 梁競徽 王浩信 呂慧儀 葉翠翠 朱 璇 楊秀惠 沈卓盈                                                                                             | 胡杏兒 黃浩然 黃德斌 袁偉豪 崔建邦 黃長興 沈震軒 吳家樂 古明華 胡諾言 | 歐陽震華 關詠荷 萬綺雯 米 雪 黎耀祥 陳慧珊 胡定欣                | 汪明荃 苗僑偉 蔡少芬 吳啟華 邵美琪 張兆輝 田蕊妮 | 馬德鐘 郭羨妮 馬國明 蘇玉華 江美儀 郭少芸 姚子羚 林夏薇                                                                                        |
| 2015年 | 《衝線》 | 《愛·回家》 | 《流氓皇帝》                                          | 《師奶MADAM》                                                                | 《以和為貴》                                                       | 《華麗轉身》                                                                                      | 《天眼》                                                          | 《無雙譜》 | 《東坡家事》                                                          | 《張保仔》                                                       | 《梟雄》 | 《鬼同你OT》 |
| 2015年 | 羅仲謙 蔡思貝 林夏薇 | 黎諾懿 羅天宇 徐 榮 劉 丹 林漪娸 郭少芸 朱慧敏 黃德斌                                                                      | 馬國明 黃智雯 袁偉豪 謝東閔                           | 蕭正楠 黃翠如 曹永廉 黃智雯                                                  | 馬德鐘 徐子珊 李思捷 江美儀                                        | 汪明荃 劉松仁 方力申 鍾嘉欣                                                                       | 鄭嘉穎 陳展鵬 楊 怡                                               | 黎耀祥 田蕊妮 郭羨妮 黃宗澤 岑麗香 | 歐陽震華 萬綺雯 陳 煒 王浩信 黃心穎                                   | 洪永城 陳展鵬 陳凱琳                                             | 黃秋生 湯鎮業 黎耀祥 馬國明 胡杏兒 蘇玉華 吳卓羲 陳 煒 梁 琤 關禮傑 敖嘉年 唐詩詠 劉 江 馬海倫                                                      | 陳 豪 田蕊妮 胡定欣 |
| 2016年 | 《潮流教主》 | 《愛·回家》 | 《殭》                                                | 《公公出宮》                                                                 | 《純熟意外》                                                       | 《警犬巴打》                                                                                      | 《一屋老友記》                                                    | 奧運 | 《巨輪II》                                                            | 《末代御醫》                                                     | 《城寨英雄》 | 綜藝 |
| 2016年 | 陳 豪 羅仲謙 蔡思貝 楊秀惠 邵珮詩 李璧琦 湯洛雯 陳 瀅 李佳芯 呂慧儀 岑杏賢 莊思明 莊思敏 許亦妮                                                                      | 張振朗 龔嘉欣 黎諾懿 張達倫 麥長青 吳業坤 馬海倫 何君誠 黃子雄 李 楓                                                       | 鄭嘉穎 謝安琪 陳凱琳 陳山聰                           | 黎耀祥 胡定欣 唐詩詠 林夏薇 蕭正楠 姜大偉 陳國邦 胡諾言 曹永廉 陳庭欣 王君馨 | 吳啟華 滕麗名 蔡思貝 黎諾懿 李施嬅                                 | 黃宗澤 鍾嘉欣 黃浩然 朱千雪 梁競徽                                                                | 歐陽震華 胡定欣 滕麗名 羅 蘭 呂慧儀 胡 楓 劉 江 張頴康            | 陳百祥 錢嘉樂 黃翠如 梁競徽 岑麗香 洪永城 陳貝兒 陳敏之 傅嘉莉 高海寧 黃嘉樂 張秀文 何雁詩 李思雅 林盛斌 李晉強 魏焌皓 黃子恆 何廣沛 何君誠 張振朗 | 蕭正楠 田蕊妮 阮兆祥 陳凱琳 吳岱融 梁 琤 楊 明                        | 郭晉安 楊 怡 敖嘉年 朱晨麗                                       | 陳展鵬 伍允龍 袁偉豪 胡定欣 元 秋 劉佩玥 | 汪明荃 陳芷菁 肥媽 鄭丹瑞 黎芷珊 李思捷 森 美 金 剛 陸浩明 梁嘉琪 吳家樂 鄭俊弘 吳若希 許廷鏗 胡鴻鈞 林曉峰 阮小儀 崔建邦 安德尊 衛志豪 區永權 |
| 2017年 | 群星賀年 | 《與諜同謀》 | 《迷》                                                | 《同盟》                                                                     | 《踩過界》                                                         | 夏日仙子                                                                                          | 《使徒行者2》                                                     | 《老表，畢業喇！》 | 《溏心風暴3》                                                         | 《宮心計2深宮計》                                                | 《誇世代》 | 齊賀TVB |
| 2017年 | 陳百祥 黎耀祥 李思捷 黃德斌 黃智賢 李施嬅 黃浩然 王君馨 江美儀 曹永廉 吳家樂 滕麗名 楊秀惠                                                                           | 羅嘉良 鄭俊弘 李佳芯 黃心穎 張頴康 湯洛雯                                                                                  | 鄭嘉穎 田蕊妮 金 剛 吳業坤                            | 陳展鵬 鮑起靜 胡定欣 陳山聰 姚子羚 梁競徽 敖嘉年                             | 王浩信 蔡思貝 張振朗 李佳芯 朱千雪                                 | 黃智雯 陳凱琳 朱晨麗 吳若希 劉佩玥 何雁詩 麥明詩 林夏薇 傅嘉莉 張曦雯 麥美恩 唐詩詠 高海寧 鄧佩儀 | 苗僑偉 陳 豪 宣 萱 黃翠如 周柏豪 袁偉豪 許紹雄                    | 王祖藍 郭晉安 蔡少芬 張繼聰 鄭欣宜 林欣彤 胡 楓 羅 蘭 蔣志光 林盛斌                                                                                | 黃宗澤 夏 雨 李司棋 米 雪 關菊英 黃翠如 阮兆祥 岑麗香 王浩信 陳敏之   | 胡定欣 劉心悠 馬浚偉 黃心穎 馬國明 蕭正楠 陳 煒                  | 歐陽震華 陳 豪 田蕊妮 邵美琪 張繼聰 森 美 李佳芯 許紹雄 姜大衛 關禮傑 龔嘉欣                                                                        | 汪明荃 楊 明 洪永城 陳智燊 黃子恆 謝東閔 許廷鏗 黎諾懿 胡鴻鈞                                                                                  |
| 2018年 | 迎接2018 | 群星賀年 | 《大帥哥》                                            | 《逆緣》                                                                     | 《果欄中的江湖大嫂》                                               | 《天命》                                                                                          | 《跳躍生命線》                                                    | 《再創世紀》 | 《是咁的，法官閣下》                                                  | 《兄弟》                                                         | 台慶盛會 | 《包青天再起風雲》 |
| 2018年 | 馬國明 胡定欣 蕭正楠 黃翠如 陳凱琳 森 美 高海寧 黃智雯 張振朗 胡鴻鈞 蔣家旻 龔嘉欣 吳業坤 麥美恩 朱智賢 思霆 陳雅思 傅嘉莉 蘇韻姿 張秀文 陸浩明 吳偉豪 丁子朗 郭子豪 | 胡 楓 薛家燕 羅 蘭 李家鼎 劉 丹 吳家樂 黃嘉樂 李思捷 陳敏之 江美儀 吳岱融 湯盈盈 滕麗名 黃心穎 陳庭欣 鄭俊弘 邵珮詩 張寶兒 | 張衛健 曹永廉 洪永城 蔡思貝 楊秀惠 譚凱琪 徐 榮 李 嘉 | 黎耀祥 姜大衛 陳家樂 夏文汐 江欣燕 陳山聰 林夏薇 黎諾懿                      | 陳 煒 黃光亮 黃浩然 楊 明 岑麗香 馮盈盈                            | 陳展鵬 譚俊彥 陳山聰 李施嬅 唐詩詠 姚子羚                                                         | 馬德鐘 何廣沛 劉佩玥 陳 瀅 張曦雯 羅天宇                          | 郭晉安 林文龍 林嘉華 周麗淇 楊 怡 袁偉豪 周柏豪 湯洛雯 鄧佩儀                                                                                      | 黃智賢 關禮傑 王君馨 梁競徽 黃子恆 黎振燁 麥明詩                      | 王浩信 楊 明 伍允龍 朱晨麗 石 修 劉穎鏇 江嘉敏                   | 汪明荃 陳百祥 陳 豪 歐陽震華 田蕊妮 朱千雪 李佳芯 陳智燊 陳貝兒 宋熙年 岑杏賢 朱凱婷 雷莊𠒇 何依婷 黃瑋琦 張寶欣 呂慧儀 安德尊 鄧梓峰 張頴康 周嘉洛 | 譚俊彥 胡定欣 張振朗 姚子羚 |

### TVBC製作(2019 - 2021)
2019年起的月曆改由TVBC(翡翠東方)製作，簡體字印製，部分劇集因而使用內地譯名。
|        | 1月                                                                   | 2月                                                                   | 3月 | 4月                                                                               | 5月                                                                          | 6月                                                                      | 7月                                       | 8月                                                   | 9月 | 10月                                                                 | 11月                                            | 12月                                     |
| 2019年 | 《堅離地愛堅離地》                                                    | 《福爾摩師奶》                                                        | 《鐵探》                                                                                               | 《白色強人》                                                                      | 《多功能老婆》                                                               | 《十二傳說》                                                             | 《金宵大廈》                              | 《牛下女高音》                                        | 《解決師》                                                                                             | 《機場特警》                                                         | 《黃金有罪》                                    | 《殺手》                                 |
| 2019年 | 謝東閔 陳智燊 黃心穎 張振朗 龔嘉欣 劉佩玥                             | 陳松伶 黃智賢 陳 煒 徐 榮 江嘉敏 陳 瀅 余德丞 林韋辰 鄭敬基           | 許紹雄 梁競徽 蔣祖曼 楊 明 黃智賢 蔡思貝 吳廷燁 鄧佩儀 姜皓文 惠英紅 袁偉豪 王君馨 洪永城 石 修 陳敏之 | 蔣志光 馮盈盈 唐詩詠 何廣沛 馬國明 李佳芯 郭晉安 姜大衛 張曦雯 朱智賢             | 楊千嬅 周柏豪 黃浩然 陳 煒 朱晨麗 洪永城                                     | 蕭正楠 劉佩玥 張頴康 林夏薇                                              | 李施嬅 陳山聰                             | 黃心穎 鍾景輝 張振朗 羅冠蘭 龔慈恩 吳岱融             | 王浩信 唐詩詠                                                                                          | 張振朗 楊 明 黃子恆 蔡思貝 湯洛雯 關禮傑 黎振燁 鄧佩儀 許家傑 王梓軒 | 陳 瀅 洪永城 蕭正楠 張兆輝 黃智賢 姚子羚 何廣沛 | 李佳芯 高海寧 龔嘉欣 江美儀 陳 豪 黎耀祥 |
| 2020年 | 《黄金有罪》                                                          | 《大醬園》                                                            | 《法證先鋒IV》                                                                                         |                                                                                   | 《機場特警》                                                                 | 《唐人街》                                                               | 《反黑路人甲》                            |                                                       | 《伙記辦大事》                                                                                         | 《降魔的2.0》                                                        |                                                 | 《那些我愛過的人》                       |
| 2020年 | 陳 瀅 洪永城 蕭正楠 張兆輝 黃智賢 姚子羚 何廣沛                       | 何廣沛 朱晨麗 龔嘉欣 江嘉敏 吳業坤 黃嘉樂 吳岱融 龔慈恩 傅嘉莉 袁文傑 | 黃浩然 李施嬅 譚俊彥 陳煒 朱晨麗 湯洛雯 鄭俊弘 鄭希怡 張曦雯 海俊傑 陳敏之 張頴康 郭子豪 胡㻗 楊柳青   | 張振朗 楊 明 黃子恆 蔡思貝 關禮傑 黎振燁 鄧佩儀 許家傑 王梓軒 朱敏瀚              | 陳展鵬 唐詩詠 陳山聰 姚子羚 伍允龍 元秋 王君馨 劉穎鏇                        | 王浩信 張振朗 馮盈盈 湯怡 高海寧 姜大衞 蔣家旻 賴慰玲 傅嘉莉 朱敏瀚 石修 | 歐陽震華 馬德鐘 萬綺雯 陳瀅 楊明          | 馬國明 黃智雯 胡鴻鈞 劉佩玥 鄧佩儀 麥凱程 譚凱琪 C君  | 林文龍 黃翠如 馬貫東 連詩雅                                                                            |                                                                      |                                                 |                                          |
| 2021年 | 《大步走》                                                            | 《失憶24小時》                                                        | 《香港愛情故事》                                                                                       | 《逆天奇案》                                                                      | 《寶寶大過天》                                                               | 《超能使者》                                                             | 《換命真相》                              | 《七公主》                                            | 《一笑渡凡間》                                                                                         | 《我家無難事》                                                       | 《拳王》                                        |                                          |
| 2021年 | 陳山聰 姚子羚 張達倫 劉穎鏇 羅天宇 陳自瑤 胡諾言 蔣志光 張國強 林子善 | 郭晉安 譚俊彥 姜大衞 王君馨 湯洛雯 譚凱琪 江欣燕 何遠東               | 羅天宇 龔嘉欣 王敏奕 龔慈恩 白彪 石修 游嘉欣 謝東閔                                                    | 陳展鵬 林夏薇 馮盈盈 黃智賢 蔣祖曼 張頴康 劉佩玥 楊明 李國麟 海俊傑 陳少邦 彭皓鋒 | 馬國明 岑麗香 商天娥 龔慈恩 吳岱融 李國麟 張頴康 陳自瑤 吳業坤 車婉婉 黃文意 | 陳展鵬 唐詩詠 陳山聰 劉穎鏇 沈震軒 王君馨 林子善                         | 譚俊彥 鄧佩儀 張頴康 朱敏瀚 蔣家旻 劉佩玥 | 黃翠如 林夏薇 高海寧 江嘉敏 陳瀅 鄺潔楹 劉佩玥 陳曉華 | 蕭正楠 湯洛雯 沈震軒 簡淑兒 陳秀珠 張達倫 蔣家旻 文雪兒 杜燕歌 魯振順 阮兒 蔡國威 戴耀明 容天佑 樓嘉豪 | 馬德鐘 唐詩詠 楊明 王君馨 鮑起靜 車婉婉 胡㻗                         | 黎耀祥 張振朗 黃子恆                            |                                          |

### 無綫自家製作(2023 - 至今)
2023年重新自家製作月曆，並以該年度萬千星輝頒獎典禮各個獎項的候選人作為每月主題。
|        | 1月              | 2月                                                                  | 3月                                                                   | 4月                                                                   | 5月                                                                   | 6月                                                                   | 7月                                                                   | 8月                                                                          | 9月                                                                     | 10月                                                                  | 11月                                                                    | 12月                                           |
| 2023年 | 55周年台慶大合照 | 最佳男主角                                                           | 最佳女主角                                                            | 最受歡迎電視男角色                                                    | 最受歡迎電視女角色                                                    | 最佳男配角                                                            | 最佳女配角                                                            | 最佳男主持                                                                   | 最佳女主持                                                              | 飛躍進步男藝員                                                        | 飛躍進步女藝員                                                          | 香港小姐2022                                   |
| 2023年 | 群星             | 林敏驄 黎耀祥 陳 豪 郭晉安 陳山聰 馬國明 陳展鵬 黃宗澤 丁子朗 周嘉洛 | 劉佩玥 江美儀 高海寧 鮑起靜 陳 煒 胡定欣 陳 瀅 張曦雯 唐詩詠 李施嬅   | 林敏驄 何廣沛 朱敏瀚 洪永城 陳山聰 馬國明 陳展鵬 袁偉豪 張振朗 周嘉洛 | 劉佩玥 江美儀 樊亦敏 鮑起靜 陳嘉慧 龔嘉欣 陳 瀅 蔣家旻 郭柏姸 王敏奕  | 馬貫東 戴耀明 鄭子誠 吳偉豪 張頴康 李成昌 林盛斌 鄧智堅 林景程 林子善 | 樊亦敏 麥美恩 姚子羚 趙希洛 賴慰玲 楊卓娜 蔣家旻 郭柏姸 羅毓儀 劉穎鏇 | 安德尊 李思捷 陸浩明 錢嘉樂 林盛斌 方東昇 森 美 梁思浩 黎諾懿 阮兆祥         | 陳庭欣 朱凱婷 吳幸美 肥 媽 麥美恩 陳凱琳 陳貝兒 汪明荃 賴慰玲 黃翠如    | 陳浚霆 鄭衍峰 張馳豪 孔德賢 關曜儁 林子超 林景程 吳偉豪 黃建東 黃庭鋒 | 陳曉華 陳嘉慧 何依婷 郭柏姸 劉佩玥 劉穎鏇 羅毓儀 戴祖儀 JW王灝兒 炎明熹 | 林鈺洧 許子萱 梁超怡 邢慧敏                    |
|        | 1月              | 2月                                                                  | 3月                                                                   | 4月                                                                   | 5月                                                                   | 6月                                                                   | 7月                                                                   | 8月                                                                          | 9月                                                                     | 10月                                                                  | 11月                                                                    | 12月                                           |
| 2024年 | 56周年台慶大合照 | 最佳男主角                                                           | 最佳女主角                                                            | 最佳男配角                                                            | 最佳女配角                                                            | 最佳男主持                                                            | 最佳女主持                                                            | 飛躍進步男藝員                                                               | 飛躍進步女藝員                                                          | 最具潛質新人                                                          | 最具潛質新人                                                            | 最具潛質新人                                   |
| 2024年 | 群星             | 單立文 陳山聰 張振朗 陳豪 蕭正楠 周嘉洛 何廣沛 陳展鵬 黃宗澤 馬國明  | 李佳芯 劉佩玥 龔嘉欣 胡定欣 林夏薇 蔡思貝 吳若希 陳茵媺 佘詩曼 李施嬅 | 鄭子誠 林子善 張頴康 何廣沛 馬貫東 吳偉豪 吳業坤 譚俊彥 鄧智堅 陳山聰 | 劉穎鏇 陳星妤 劉佩玥 郭柏妍 戴祖儀 傅嘉莉 蔣祖曼 高海寧 何依婷 王敏奕 | 區永權 周奕瑋 許文軒 洪永城 黎諾懿 林正峰 林溥來 李思捷 陸浩明 冼靖峰 | 陳貝兒 陳庭欣 車婉婉 蔡思貝 李佳芯 梁芷珮 麥美恩 吳幸美 潘靜文 黃翠如 | 陳浚霆 周吉佩 周奕瑋 許文軒 孔德賢 林正峰 林景程 馬貫東 吳業坤 阮浩棕 容天佑 | 陳楨怡 傅嘉莉 何沛珈 何依婷 劉穎鏇 戴祖儀 JW王灝兒 王敏奕 游嘉欣 炎明熹 | 馮子亮 馮皓揚 詹天文 炎明熹 姚焯菲 蔡景行 林智樂                      | 文佐匡 吳兆麟 冼靖峰 鍾柔美 古佩玲 潘靜文 游嘉欣                        | 莊子璇 陳懿德 區明妙 施焯日 毓麟 黃星綽 黃奕斌 |